# El lado B de los singles
El Lado B de Los Singles es el segundo álbum recopilatorio de la banda de pop rock española Hombres G, publicado en 1997.

## Lista de canciones
1. Indiana
2. Aprender a caer
3. En la playa
4. En mi coche
5. Mis amigos
6. Solo me faltas tú
7. La carretera
8. Qué te he hecho yo
9. Lawrence de arabia
10. No te puedo besar
11. Y cayó la bomba (Fétida)
12. Tú me gustas